# Верхососна
Верхосо́сна — село в Красногвардейском районе Белгородской области России. Является административным центром Верхососенского сельского поселения.

## География
Село расположено в восточной части Белгородской области, в верховьях реки Сосенки (Малой Сосны), левого притока Тихой Сосны, в 8,9 км по прямой к северо-западу от районного центра, города Бирюча.

## История

### Происхождение названия
Верхососенск получил название по Верхососенскому лесу. По другой версии, селение получило такое название, поскольку было основано 15 августа 1647 года в верхнем течении реки Тихой Сосны.

### Исторический очерк
В 1637 году в верховьях притока Тихой Сосны, реки Сосенки, был сооружён пограничный острог. Через десять лет он стал городом-крепостью под названием Верхососенск. Он был построен в 1647 году и заселялся с большим трудом. Четырёхугольная в плане крепость, располагалась на возвышенности, позади земляного вала. Город имел пять башен, из которых две — с проезжими воротами. Длина городских стен, построенных «по острожному», составляла 231 сажень. Остатки городских укреплений находятся в западной части современного села. 
В Верхососенск были переселены из следующих мест:
- Гремячий (Гремячев):
  - Гремячевские казаки: Всего: 36 человек;
  - Гремячевские стрельцы: Всего: 24 человек;
  - Гремячевские пушкари: Всего: 24 человека;
- Данков:
  - Данковские пушкари (по документу 1651 г.). Всего 8 пушкарей со своими родственниками.;
  - Данковские стрельцы Всего: 26 человек';
- Дедилов:
  - Дедиловские стрельцы: Всего: 40 человек;
  - Дедиловские сторожевые казаки: Всего: 23 человека;
  - Дедиловские полковые казаки: Всего: 25 человек;
- Ефремов:
  - Ефремовские дети боярские: Всего: 98 человек;
  - Ефремовские пушкари: Всего: 9 человек;
- Новосиль :
  - Дети боярские из города Новосиля (намеченные на переселение в Верхососенск в 1647 г): Всего: 47 человек;
  - Новосильские казаки: Всего: 20 человек;
- Переяславль-Рязанский: всего 12 человек;
- Тула (в 1647 году):
  - Тульские стрельцы: Всего: 30 человек;

В 1677 году в Верхососенске насчитывалось 96 детей боярских городовой службы, 105 стрельцов, 78 казаков, 16 пушкарей. Гарнизон располагал 5 железными и 3 медными пушками. Пригородные слободы были окружены дополнительной линией надолб длиной в 272 сажени.
Как говорится в донесении воеводы Верхососенска Н. Люшина (1677 год), на верхососенском участке у земляного вала находилось постоянно 100 служилых людей, которые сменялись через трое суток.
От Верхососенска Белгородская черта поворачивала к югу и шла через Верхососенский лес, который сохранился и поныне, он находится к северо-западу от районного центра — города Бирюча.
В 1669 году П. Зиновьев (придворный стольник) нашёл здесь засеку длиной в 3 версты и шириной в 44 сажени. Общая протяжённость военной зоны города Верхососенска была сравнительно невелика и составляла примерно 14 км. Из них около семи с половиной километров приходилось на земляной вал, где располагалось 13 земляных ropодков и 2 деревянные башни. Вторая половина участка проходила по Верхососенскому лесу, где находилась лесная засека. Верхососенский участок заканчивался на южной опушке Верхососенского леса, вблизи современного села Гридякина».

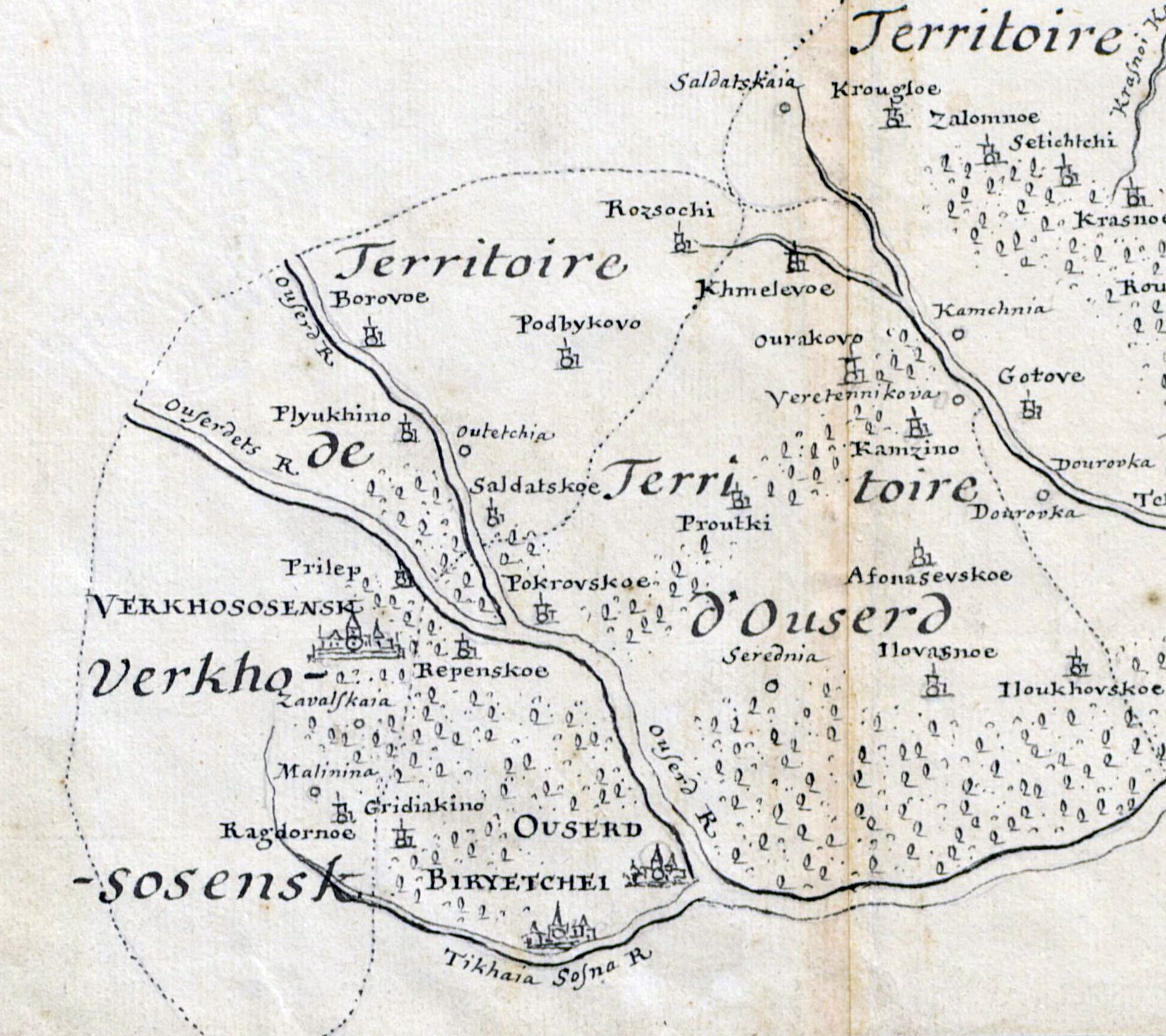
Верхососенский уезд на карте Воронежской провинции. 1723 год

Верхососенский уезд в 1719 году включал в себя: деревни Завальскую и Малиновскую, сёла Раздорное, Прилепы, Быково, Расховецкое, Боровое, Плюхино и Солдатка. Мужское однодворческое население уезда составляло почти 1,8 тыс. чел..

Справочник 1900 года именовал селенье Верхососенском:
«Верхососенск (бывший город) — до Бирюча 15 верст. 571 двор, великороссы, 8729 десятин надельной земли, церковь, три общественных здания, земская школа, 4 мелочных и 3 винных лавки».
В другом справочнике, вышедшем позднее, отмечается:
Верхососенское (бывший город) — волостное село Бирюченского уезда. По данным 1905 года дворов 600, одна школа. В 1911 году уходило 125 человек на полевые работы на юг. В 1909 году в селе было 27 пасек с 1775 ульями.
В феврале 1918 года образован Верхососенский волостной Совет крестьянских депутатов.
С лета 1928 года село Верхо-Сосна — центр сельского Совета в Буденовском (позже Красногвардейском) районе.
В 1929 году началась массовая коллективизация.
В 1930-е годы сельсовет объединял 3 населённых пункта (собственно село Верхо-Сосна, село Завальское и деревня Остроухово).
В ходе Великой Отечественной войны Верхососна была оккупирована немецко-фашистскими захватчиками (5 июля 1942 года). Оккупация продолжалась до января 1943 года. При освобождении села погибло 33 советских воина, имена 19 из них неизвестны. Все они похоронены в братской могиле в центре села.
В 1950-е годы сельсовет объединял 8 населённых пунктов (2 села, 3 деревни и 3 посёлка), в 1970-е годы — 7 (4 села и 3 посёлка), в 1990-е годы — 6 (4 села и 2 посёлка).
В начале 1990-х годах в Верхососне располагался центр колхоза им. С.М. Кирова (в 1992 году 593 колхозника), занятого растениеводством и животноводством.
В 1998 году село Верхососна — центр Верхососенского сельского округа, администрации и земского собрания в Красногвардейском районе.

## Население
В 1900 году 4297 жителей (2185 мужчин и 2112 женщин).
По данным 1905 года 600 дворов с 3987 жителями.
По переписи 1916 года в Верхососенске 4120 жителей.
В 1932 году — 2952 жителя. В 1979 году в селе Верхососне проживало 1648 человек, в 1989 году — 1278 (516 мужчин и 712 женщин).
| 1859 | 1897  | 2002  | 2010  |
| ---- | ----- | ----- | ----- |
| 4081 | ↗4101 | ↘1074 | ↘1069 |

## Прославленные уроженцы
- Котов Михаил Семёнович — Герой Советского Союза (1943).